# キャメロン・クロウ
キャメロン・クロウ（Cameron Crowe, 1957年7月13日 - ）はアメリカ合衆国カリフォルニア州パームスプリングス出身の映画監督・脚本家である。

## 略歴
幼い頃より音楽に傾倒し、16歳で『ローリング・ストーン』誌の記者となり、様々なミュージシャンと交友を深めた。22歳の時に書いた小説『初体験/リッジモント・ハイ』がベストセラーとなり、映画化の際に脚本を担当した。1989年に映画監督としてデビュー。2000年に『あの頃ペニー・レインと』でアカデミー脚本賞を受賞。
著書に「ワイルダーならどうする？」(宮本高晴訳 キネマ旬報社発行 ISBN 4873762367)がある。ビリー・ワイルダーとのインタビューをまとめたものである。
映画『ハロルドとモード』（監督ハル・アシュビー）の熱狂的なファンであるキャメロン・クロウは、自身が所有するレコード会社Vinyl Film Recordから2007年12月に2500枚限定のLPレコードとしてのサントラ版を発売した。
元妻は、ロックグループ「ハート」のメンバーで、キャメロン監督の作品の音楽も手がけたナンシー・ウィルソン。

## 代表作品
- 初体験/リッジモント・ハイ Fast Times at Ridgemont High (1982年) - 脚本
- セイ・エニシング Say Anything... (1989年) - 監督・脚本
- シングルス Singles (1992年) - 監督・脚本・製作
- ザ・エージェント Jerry Maguire (1996年) - 監督・脚本・製作
- あの頃ペニー・レインと Almost Famous (2000年) - 監督・脚本・製作
- バニラ・スカイ Vanilla Sky (2001年) - 監督・脚本・製作
- エリザベスタウン Elizabethtown (2005年) - 監督・脚本・製作
- PJ20 パール・ジャム トゥウェンティ Pearl Jam Twenty (2011年) - 監督・脚本・製作
- 幸せへのキセキ We Bought a Zoo (2011年) - 監督・脚本・製作
- アロハ Aloha (2015年) - 監督・脚本・製作